# Hörður Björgvin Magnússon
Hörður Björgvin Magnússon (ur. 11 lutego 1993 w Reykjavíku) – islandzki piłkarz grający na pozycji obrońcy w greckim klubie Panathinaikos AO.

## Kariera klubowa
Wychowanek Fram. W listopadzie 2010 został wypożyczony do Juventusu na pół roku, począwszy od 1 stycznia 2011. W lipcu tegoż roku Juventus przedłużył wypożyczenie, a w grudniu zdecydował się wykupić zawodnika. W styczniu 2012 przedłużył kontrakt z klubem do 2016 roku. W lipcu 2013 został wypożyczony do Spezia Calcio. W lipcu 2014 został wypożyczony na rok do AC Cesena. W sierpniu 2015 został wypożyczony na kolejny rok do tego samego klubu. W lipcu 2016 podpisał trzyletni kontrakt z Bristol City F.C. W czerwcu 2018 trafił do CSKA Moskwa.

## Kariera reprezentacyjna
12 listopada 2014 zadebiutował w reprezentacji Islandii w przegranym 1:3 meczu wyjazdowym z Belgią. 9 maja 2016 znalazł się w grupie 23 zawodników powołanych na Euro 2016. 11 maja 2018 znalazł się w grupie 23 zawodników powołanych na mistrzostwa świata.

## Charakterystyka techniczna
Jest zawodnikiem silnym fizycznie. Dzięki swojej technice może także grać na pozycji defensywnego pomocnika.

## Statystyki kariery

### Klubowe
Aktualne na dzień 3 marca 2018 r.
| 2009               | Fram                 | Úrvalsdeild        | 3   | 0 | 0 | 0 | – | – | 0 | 0 | 3   | 0 |
| 2010               | Fram                 | Úrvalsdeild        | 3   | 0 | 0 | 0 | – | – | – | – | 3   | 0 |
| 2010/11            | Juventus F.C. (wyp.) | Serie A            | 0   | 0 | 0 | 0 | – | – | 0 | 0 | 0   | 0 |
| 2011/12            | Juventus F.C.        | Serie A            | 0   | 0 | 0 | 0 | – | – | 0 | 0 | 0   | 0 |
| 2012/13            | Juventus F.C.        | Serie A            | 0   | 0 | 0 | 0 | – | – | 0 | 0 | 0   | 0 |
| 2013/14            | Spezia (wyp.)        | Serie B            | 20  | 0 | 1 | 0 | – | – | – | – | 21  | 0 |
| 2014/15            | Cesena (wyp.)        | Serie A            | 12  | 0 | 0 | 0 | – | – | – | – | 12  | 0 |
| 2015/16            | Cesena (wyp.)        | Serie B            | 27  | 1 | 1 | 0 | – | – | – | – | 28  | 1 |
| 2016/17            | Bristol              | Championship       | 28  | 1 | 1 | 0 | 1 | 0 | – | – | 30  | 1 |
| 2017/18            | Bristol              | Championship       | 20  | 0 | 1 | 0 | 7 | 0 | – | – | 28  | 0 |
| Łącznie w karierze | Łącznie w karierze   | Łącznie w karierze | 113 | 2 | 4 | 1 | 8 | 0 | 0 | 0 | 125 | 3 |

### Reprezentacyjne
Stan na dzień 26 marca 2019 r.
| Drużyna narodowa | Rok  | Mecze | Bramki |
| ---------------- | ---- | ----- | ------ |
| Islandia U-17    | 2009 | 7     | 0      |
| Suma             | Suma | 7     | 0      |
| Islandia U-19    | 2009 | 3     | 0      |
| Islandia U-19    | 2010 | 8     | 2      |
| Islandia U-19    | 2011 | 5     | 0      |
| Suma             | Suma | 16    | 2      |
| Islandia U-21    | 2012 | 4     | 0      |
| Islandia U-21    | 2013 | 6     | 0      |
| Islandia U-21    | 2014 | 4     | 0      |
| Suma             | Suma | 14    | 0      |

| Drużyna narodowa | Rok  | Mecze | Bramki |
| ---------------- | ---- | ----- | ------ |
| Islandia         | 2014 | 1     | 0      |
| Islandia         | 2015 | 1     | 0      |
| Islandia         | 2016 | 6     | 0      |
| Islandia         | 2017 | 7     | 2      |
| Islandia         | 2018 | 8     | 0      |
| Islandia         | 2019 | 1     | 0      |
| Suma             | Suma | 24    | 2      |

## Życie prywatne
Jego brat Hlynur również jest piłkarzem.